# Euskaltel-Euskadi/Saison 2011
Dieser Artikel beschreibt Erfolge und Mannschaft des Teams Euskaltel-Euskadi in der Saison 2011.

## Saisonverlauf
Die Saison 2011 begann für das Team bei der Tour Down Under, bei welcher sich die Basken gleich aktiv zeigten. Beim Cancer Council Classic, dem Auftaktkriterium zur Tour Down Under, war Gorka Izagirre der erste Angreifer und brachte somit die Ausreißergruppe des Tages zustande, welche erst fünf Runden (eine Runde à 1,7 Kilometer) vor dem Ziel wieder eingeholt wurde. Auf der ersten Etappe war er wieder einer der ersten Angreifer, wurde jedoch schnell wieder eingeholt. Anschließend ging eine Gruppe um Miguel Mínguez und Jon Izaguirre. Als der Vorsprung schrumpfte attackierte Simon Clarke 30 Kilometer vor dem Ziel aus dieser Gruppe heraus und Minguez konnte als einziger folgen, doch neun Kilometer vor dem Ziel wurden auch sie eingeholt. Im Massensprint ersprintete Iñaki Isasi den achten Platz. Auf der sechsten und damit letzten Etappe zeigte sich Isasi erneut in der Offensive, wurde jedoch schnell wieder gestellt. In der Gesamtwertung erreichte Gorka Izagirre durch konstante Fahrweise den zwölften Rang, hinzu kam der sechste Rang in der Nachwuchswertung.
Am 6. Februar ersprintete Koldo Fernández bei einem stark besetzten Feld den achten Platz bei der Trofeo Palma de Mallorca im Rahmen der Mallorca Challenge, welche aus fünf einzelnen Rennen besteht. Bei dem dritten Rennen der Serie, der Trofeo Inca, gelang Gorka Izagirre ein guter neunter Platz beim Sprint aus der ersten großen Gruppe. Am nächsten Tag, bei der Trofeo Deià, konnte er dieses Ergebnis noch toppen. Er musste sich im Sprint nur José Joaquín Rojas Gil geschlagen geben und wurde Zweiter. Beim letzten Rennen, der Trofeo Magaluf-Palmanova, zeigte sich Euskaltel aktiv. Nach einiger Zeit bildete sich ein Trio um Iñaki Isasi. Im schwersten Anstieg des Tages konnte ein weiteres Trio um Mikel Landa und Gorka Izagirre aufschließen, jedoch wurde die nun sechsköpfige Spitzengruppe schnell wieder eingeholt. Im späteren Verlauf des Rennens griffen Jon Izaguirre und Jonathan Castroviejo an, welche jedoch zehn Kilometer vor dem Ziel eingeholt wurden. Im Sprint sprang lediglich ein 15. Platz durch Rubén Pérez heraus.
Auf der ersten Etappe der Tour du Haut-Var war es erneut Gorka Izagirre, welcher seine gute Frühform unter Beweis stellt. Er erreichte einen guten sechsten Platz. Auf der zweiten Etappe wurde er 16., wodurch er in der Gesamtwertung den zehnten Rang erreichte.
Bei der Ruta del Sol feierte Samuel Sánchez seinen Saisoneinstand. Auf der zweiten Etappe ging Romain Sicard in die Offensive und setzte sich zusammen mit vier Begleitern ab. Am Puerto de Polopos (14,4 km à 7,3 %) setzte sich jedoch Javier Ramírez als Solist ab und seine ehemaligen Begleiter wurden eingeholt. Auf der nächsten Etappe probierte es Pablo Urtasun. Sein Unterfangen blieb jedoch ebenfalls erfolglos. Nach einer soliden Rundfahrt und einem siebten Platz auf der dritten und einem zweiten Platz auf der fünften Etappe, auf der er sich nur Óscar Freire geschlagen geben musste und somit nur knapp seinen ersten Saisonsieg verfehlte, wurde Sánchez Neunter im Gesamtklassement der Rundfahrt.
Auf der ersten Etappe von Paris–Nizza bildete Gorka Izagirre zusammen mit Damien Gaudin ein Ausreißerduo, welches zeitweise über acht Minuten Vorsprung hatte. 40 Kilometer vor dem Ziel wurden beide jedoch wieder eingeholt. Auf der fünften Etappe konnte sich Samuel Sanchez in der am Ende acht Fahrer starken Favoritengruppe halten. Als Sprintstärkster der Favoriten ging er als Favorit auf den Tagessieg auf die letzten Meter, doch als er an Andreas Klöden vorbeifahren wollte, hatte er ein technisches Problem, wodurch er Tempo verlor und sich deshalb Klöden geschlagen geben musste. Hierdurch verfehlte er ebenfalls knapp die Gesamtführung. Am nächsten Tag stand ein Einzelzeitfahren an, wobei Sanchez 1:43 Minuten auf den Tagessieger Tony Martin verlor und nun Achter in der Gesamtwertung war. Auf der siebten Etappe musste er sich erneut knapp geschlagen geben, nachdem er aus der Gruppe um die Favoriten angegriffen hatte. Im Ziel fehlten ihm nur fünf Sekunden auf den Ausreißer Rémy Di Gregorio. In der Gesamtwertung verbesserte er sich auf den sechsten Platz. In der Fluchtgruppe auf der letzten Etappe zeigte sich erneut Izagirre, welcher später noch eine wichtige Rolle spielen sollte. An der letzten Steigung der Rundfahrt zeigte Sanchez als einziger aus dem Kreis der Top 10 Initiative und griff an. Izagirre ließ sich zurückfallen und half Sanchez in der Abfahrt an die ehemalige Spitzengruppe, aus welcher Thomas Voeckler und Diego Ulissi ausgerissen waren, heranzukommen. Im Sprint um Platz 3 aus der Gruppe zeigte sich, dass die Aufholjagd Spuren bei Sanchez hinterlassen hatte. Julien El-Farès schnappte ihm den dritten Platz weg, um seinen Kapitän Rein Taaramäe zu schützen, mit Erfolg. Im Gesamtklassement gelang es Sanchez nur, an Jean-Christophe Péraud vorbeizugehen, auf den Esten Taaramäe fehlten ihm am Ende drei Sekunden, welche er durch die Zeitgutschrift für den dritten Platz im Ziel der Etappe gutgemacht hätte, so musste er sich mit dem fünften Rang im Gesamtklassement zufriedengeben.
Beim Tirreno–Adriatico gab es gleich im Mannschaftszeitfahren zum Auftakt eine Schlappe. Das Team belegte den letzten Platz. Auf der zweiten Etappe war Francisco Javier Aramendia in der Ausreißergruppe, welche unter anderem durch einen Bahnübergang bis zu 7:30 Minuten Vorsprung hatte, da das Feld an diesem zwei Minuten warten musste, jedoch hatte die Gruppe am Ende keine Chance gegen das heranjagende Feld. Zuvor hatte Aramendia die beiden Bergwertungen des Tages gewonnen, der Lohn war die Führung in der Bergwertung. Daniel Sesma fuhr am nächsten Tag eine lange Soloflucht, welche allerdings schon 30 Kilometer vor dem Ziel endete. Nach der fünften Etappe musst Aramendia die Bergtungsführung wieder abgeben. Im abschließenden Einzelzeitfahren zeigte Jonathan Castroviejo seine Qualitäten und wurde mit nur 25 Sekunden Rückstand auf den Zeitfahrweltmeister Fabian Cancellara Achter. Im Gesamtklassement war er als Neunzehnter bester des Teams.
Nachdem die erste Etappe der Katalonien-Rundfahrt von einem Solisten gewonnen wurde, stand der Ausreißversuch von Rubén Pérez unter schlechten Vorzeichen. Die Sprinterteams hatten dazugelernt und ließen die Gruppe nie weiter als sechs Minuten weg und holten sie schon 25 Kilometer vor dem Ziel ein. Einen Lohn für die Arbeit gab es dennoch für Pérez, welcher die beiden Zwischensprints gewann und sich damit an die Spitze der Sprintwertung setzte. Auf der vierten Etappe versuchte er alles, um dieses Trikot zu verteidigen, und hatte Erfolg. Nachdem die erste Sprintwertung noch vom geschlossenen Feld passiert wurde und er diese dank der Vorarbeit seines Teams für ich entschied, schaffte er auch noch den Sprung in die Ausreißergruppe des Tages und gewann so ebenfalls die zweite Sprintwertung. Die Gruppe kam jedoch erneut nicht durch. Auf der fünften Etappe dauerte es lange, bis sich erstmals eine Gruppe etwas absetzen konnte. In dieser Gruppe befand sich Miguel Minguez, die Flucht war jedoch nach wenigen Kilometern schon wieder beendet. So kam erneut das geschlossene Feld zum ersten Zwischensprint und Pérez konnte seine Führung durch einen Sieg weiter ausbauen. Im Zielsprint mischte er ebenfalls mit und musste sich am Ende nur knapp Samuel Dumoulin und José Joaquín Rojas Gil geschlagen geben. Mit dem erneuten Sieg bei der ersten Sprintwertung, welche auf der sechsten Etappe schon 2,5 Kilometer nach dem Start kam, sicherte er sich das Trikot endgültig. Am Ende der Etappe wurde er Siebter.
Bei den Frühjahresklassikern fuhr das Team größtenteils unauffällig. Hervorstechen tut einzig der Flèche Wallonne. An der „Mauer von Huy“ wurde Samuel Sanchez Dritter und Igor Anton Fünfter. Hinzu kommt noch ein zehnter Platz durch Sanchez bei Lüttich–Bastogne–Lüttich. Bei kleineren Klassikern konnte da Team bessere Resultate einfahren, so gewann Sanchez den Gran Premio Miguel Induráin. Beim Klasika Primavera wurde Amets Txurruka Siebter und Mikel Nieve Achter beim Gran Premio de Llodio.
In der Zeit der Klassiker lag der Fokus des Teams vor allem auf der heimischen Baskenland-Rundfahrt. Gleich auf der ersten Etappe musste sich Samuel Sanchez nur Joaquim Rodríguez geschlagen geben und wurde Zweiter. Nachdem es Egoi Martínez auf der dritten Etappe vergeblich versucht hatte, gelang auf der vierten Etappe endlich der so wichtige Etappensieg. Nachdem er es mehrmals am letzten Berg und in der darauf folgenden Abfahrt ins Ziel vergeblich versuchte, setzte er auf dem letzten Kilometer zur alles entscheidenden Attacke an und konnte so die Etappe mit zwei Radlängen Vorsprung für sich entscheiden. In der Gesamtwertung war er nach wie vor Dritter, zeitgleich mit Rodriguez und Klöden. Im abschließenden Einzelzeitfahren verlor er dann jedoch als 13. 1:17 Minuten und fiel somit in der Gesamtwertung auf den sechsten Rang zurück.
Bei der Vuelta a Castilla y León zeigte Rubén Rérez erneut seine Fähigkeiten als Sprinter. Er wurde einmal Dritter, einmal Fünfter und einmal Zehnter. Insgesamt wurde er in der Punktewertung Vierter. Bei der Bergankunft auf der dritten Etappe wurde Igor Anton Vierter, wodurch er im Gesamtklassement auf den dritten Platz vorrückte. Beim nur 11,2 Kilometer langen Einzelzeitfahren erreichte er ein für ihn gutes Resultat, indem er Sechster mit nur 20 Sekunden Rückstand auf Alberto Contador wurde und so seinen dritten Gesamtrang verteidigte, was ihm ebenfalls auf der flachen letzten Etappe gelang.
Die Tour de Romandie begann mit einem Paukenschlag. Jonathan Castroviejo gelang sein erster Sieg bei einem Rennen der UCI WorldTour. Er setzte sich gegen etablierte Zeitfahrer wie David Millar durch und gewann den Prolog. Bei der Bergankunft auf der ersten Etappe musste er die Gesamtführung jedoch schon wieder abgeben. Gorka Verdugo blieb in der Favoritengruppe und stieß in der Gesamtwertung auf den sechsten Platz vor. Auf der nächsten Etappe konnte er sich sogar noch um einen Platz verbessern, jedoch zeigte er beim Einzelzeitfahren auf der vierten Etappe Schwächen und verlor über zwei Minuten. Castroviejo fuhr erneut stark und wurde Neunter. Am Ende der Rundfahrt war Verdugo als 17. Bester im Gesamtklassement.
Ohne wirklichen Favoriten ging das Team bei der Vuelta a Asturias an den Start, dennoch konnte es einige gute Resultate erzielen. Im Sprint auf der ersten Etappe wurden Iñaki Isasi Siebter und Gorka Izagirre Zehnter, auf dem ersten Teil der zweiteiligen zweiten Etappe wurde Rubén Pérez, nachdem er zuvor Juan José Oroz versucht hatte, im Sprint Sechster und auf der vierten Etappe Vierter. In der Gesamtwertung war Gorka Izagirre als 15. Bester des Teams.

## Erfolge in der World Tour
| Datum        | Rennen                              | Fahrer               |
| ------------ | ----------------------------------- | -------------------- |
| 7. April     | 4. Etappe Baskenland-Rundfahrt 2011 | Samuel Sánchez       |
| 26. April    | Prolog Tour de Romandie             | Jónathan Castroviejo |
| 21. Mai      | 14. Etappe Giro d’Italia            | Igor Antón           |
| 22. Mai      | 15. Etappe Giro d’Italia            | Mikel Nieve          |
| 14. Juli     | 12. Etappe Tour de France           | Samuel Sánchez       |
| 9. September | 19. Etappe Vuelta a España          | Igor Antón           |

## Erfolge in der Europe Tour
| Datum     | Rennen                      | Fahrer               |
| --------- | --------------------------- | -------------------- |
| 2. April  | Gran Premio Miguel Induráin | Samuel Sánchez       |
| 7. Mai    | Prolog Vuelta a Madrid      | Jónathan Castroviejo |
| 3. August | 1. Etappe Burgos-Rundfahrt  | Samuel Sánchez       |
| 7. August | 5. Etappe Burgos-Rundfahrt  | Mikel Landa          |

## Zugänge – Abgänge
| Zugänge                     | Team 2010                | Abgänge         | Team 2011     |
| --------------------------- | ------------------------ | --------------- | ------------- |
| Pierre Cazaux               | FDJ                      | Beñat Intxausti | Movistar Team |
| Jon Izaguirre               | Orbea                    | Aitor Galdós    | Caja Rural    |
| Mikel Landa                 | Orbea                    | Sergio de Lis   | Karriereende  |
| Pello Bilbao (ab 01.03.)    | Orbea Continental        | Aitor Hernández | Unbekannt     |
| Mikel Astarloza (ab 27.06.) | Euskaltel-Euskadi (2009) |                 |               |

## Mannschaft
| Name                       | Geburtstag         | Herkunft   |
| -------------------------- | ------------------ | ---------- |
| Igor Antón                 | 2. März 1983       | Spanien    |
| Francisco Javier Aramendia | 5. Dezember 1986   | Spanien    |
| Mikel Astarloza            | 17. November 1979  | Spanien    |
| Jorge Azanza               | 16. Juni 1982      | Spanien    |
| Pello Bilbao               | 25. Februar 1990   | Spanien    |
| Jónathan Castroviejo       | 27. April 1987     | Spanien    |
| Pierre Cazaux              | 7. Juni 1984       | Frankreich |
| Koldo Fernández            | 13. September 1981 | Spanien    |
| Iñaki Isasi                | 20. April 1977     | Spanien    |
| Jon Izaguirre              | 4. Februar 1989    | Spanien    |
| Gorka Izagirre             | 7. Oktober 1987    | Spanien    |
| Mikel Landa                | 13. Dezember 1989  | Spanien    |
| Egoi Martínez              | 15. Mai 1978       | Spanien    |
| Miguel Mínguez             | 30. August 1988    | Spanien    |
| Mikel Nieve                | 26. Mai 1984       | Spanien    |
| Juan José Oroz             | 11. Juli 1980      | Spanien    |
| Alan Pérez                 | 15. Juli 1982      | Spanien    |
| Rubén Pérez                | 30. Oktober 1981   | Spanien    |
| Samuel Sánchez             | 5. Februar 1978    | Spanien    |
| Daniel Sesma               | 18. Juni 1984      | Spanien    |
| Romain Sicard              | 1. Januar 1988     | Frankreich |
| Amets Txurruka             | 10. November 1982  | Spanien    |
| Pablo Urtasun              | 29. März 1980      | Spanien    |
| Iván Velasco               | 7. Februar 1980    | Spanien    |
| Gorka Verdugo              | 4. November 1978   | Spanien    |